# 인간적 자유의 본질
⟪인간적 자유의 본질⟫(Philosophische Untersuchungen über das Wesen der menschlichen Freiheit)은 독일의 철학자 셸링이 저술한 책이다. 셸링이 동일철학에서 만년의 적극철학으로 전환하는 과도기에 저술한 책이다. 동일철학에서는 정신과 자연과의 '무차별'이 논의되고, 자연에 있어서 다양성은 스피노자식으로 절대자의 양태(樣態)라 하였으나, 이 범신론의 입장에서는 어떻게 하여 절대자에서 유한자(有限者)가 생기는가를 밝힐 수 없었다. 유한자가 절대자에서 이탈하는 것을 절대자인 신이 허락하는 것은 우습기 때문이다. 그럼에도 불구하고 현실에는 개물(個物)의 불완전과 악이 존재하기 때문에 이 사실과 신에 있어서의 내재(內在)를 어떻게 결부해야 하는가를 반문하지 않으면 안 된다. 이 문제를 추구한 것이 본서이다. 
셸링은 범신론의 입장을 버리지 않고 이를 해명하려고 하여, 신에 있어서의 내재와 절대자에 대한 의존이라는 것과, 만물이 그 자신에 있어서 자유라는 것과는 모순되지 않고 오히려 자유인 한에서 만물은 신에 내재한다는 식으로 생각했다. 신에의 내재란 신에 근거와 귀결을 갖는 것으로, 그 창조에 있어서 절대자에게 의존하고 있는 것이며, 따라서 인간은 신을 닮은 모습으로 선악을 선택하는 자유스러운 존재자가 될 수 있다고 하였다. 그렇다면 신에게는 있을 수 없는 악을 인간은 어떻게 하여 선택하게 되는가. 그는 무한자와 유한자의 양자가 생기는 '무차별'의 근저를 '무저(無底)'라 불렀는데 거기에서 이미 보편의지와 개별의지가 작용하고, 신에게 있어서는 양자가 통일되어 있지만, 유한자에 있어서는 분열되어 있어 전자가 우세하면 선(善), 후자가 우세하면 악(惡)이 된다고 하였다. 인간은 자립적으로 자유로운 존재자로서 이 악의 짐을 져야 하지만 그 악은 '무저'에 있어서 가능성을 가진 '근본악(根本惡)'이며, 신이 자기를 계시하여 선을 실현할 때 불가피하게 수반하는 것이다. 이 저서에 의하여 '악'의 문제가 비로소 정면에서 문제시되었으나 셸링의 사상적 변천에서 말하면 초기의 밝은 스피노자적 범신론은 거의 그림자를 감추고, 어둡고 신비적인 색채가 덮이게 되었다. 그리하여 이 악에 대한 문제 제기와 인간의 비합리적 파악은 생(生)의 철학과 실존주의에 영향을 주었다.